# テレビ宣言
『テレビ宣言』（テレビせんげん；通称「テレ宣」（てれせん））は、1993年4月5日から2008年3月28日まで広島テレビで放送された夕方ワイド番組である。番組タイトルは『柏村武昭のテレビ宣言』（1993年4月 - 2001年3月）→『テレビ宣言にゅ〜』（2001年4月 - 2005年3月）→『テレビ宣言』（2005年4月 - 2008年3月）と変遷した。
ステレオ放送（『NNN Newsリアルタイム』第2部ネット時にはモノラル放送）、ハイビジョン制作、データ放送実施（地上デジタル放送のみ）。

## 概要
放送開始当初はフリーアナウンサーの柏村武昭が司会で、タイトルも『柏村武昭のテレビ宣言』だった。その後、柏村が第19回参議院議員通常選挙に立候補するために2001年3月30日放送分をもって降板し、同年4月2日からは『テレビ宣言にゅ〜』として放送。2005年4月4日からは産休を取っていた馬場のぶえ（広島テレビアナウンサー）が復帰し、タイトルも『テレビ宣言にゅ〜』から『テレビ宣言』へ改めるなど大幅にリニューアルした。
16:48 - 17:50（10月からは月曜 - 木曜 16:43 - 17:50・金曜 16:50 - 17:50）の第1部は地域情報枠、18:16 - 18:55はローカルニュース枠となっており、夕方のローカルニュースも内包している。そのため、広島テレビは『NEWSリアルタイム○○』というタイトルのニュース番組を制作していなかった。なお、「ニュースプラス1」が付く番組については、1988年4月から1993年3月まで『NNNニュースプラス1ひろしま』というタイトルの番組があった。
2007年3月、2001年4月からキャスターを務めていた児玉勝司（当時広島テレビアナウンサー）と料理コーナーの沖廣祐枝が降板し、同年4月にキャスターを一新してリニューアル。同時に、番組開始時から14年間実施していた街角中継も廃止し、スタジオ中心の番組構成になった。また、第1部は広島民放番組では唯一の視聴者のスタジオ観覧が可能となった。オープニングもハイビジョン制作になり、番組制作も2006年度版よりもハイビジョンを意識している。ニューステロップも、上下スクロールの動作から、項目部分が回転して現れたり、ニュース映像中に右上に出てくる項目テロップも線が現れたあとに文字が浮かび上がるという風にキー局並みの動作になった（ただし、テレ宣扱いなので『リアルタイム』のテンプレートとは異なる）。
2007年からは、16:48 - 18:26までテレビ宣言のスタジオから放送することになった。ニュースも18:16 - 18:26まではテレビ宣言のスタジオからとなった。ニュースに関しても長島がずっとニュースを通して伝えていたのに対し、同年4月からは藤村と馬場のコメントを挿んで進行していくようになった。18:38からのニュースは広島テレビニュースセンターからとなった。また、第1部では出演者全員が立って番組進行をしていた。第3部ではテーブルがセットされ、座って進めていた。同年8月7日からは馬場に第2子が出来たため、それを考慮してテーブルに座って進めるスタイルになっている。このため、馬場は8月30日をもって再び番組を一時降板した。後任は西名みずほ（広島テレビアナウンサー）。
2006年までは主にローカル情報枠の第1部と天気予報はテレビ宣言のスタジオから、ニュース枠である第3部は広島テレビニュースセンターから伝えることになっていた（どちらのスタジオもHD対応）。
番組のモットーは「「便利な生活」から「本当の豊かさ」へ」。2006年に『リアルタイム』を30分間ネットし、一度地元指向が薄れていたが、2007年からコーナーを増やしたり、『リアルタイム』ネット時間を無くしたりと、地元密着番組の色が濃くなった。ただし、重大ニュースがNNNに入った場合には一部コーナーを休止して『リアルタイム』をネット、または『日テレNEWS24』をネットしていた。また、ゴールデンウィークなどの時期には広島への帰省客を配慮してローカルコーナーを休止し、『リアルタイム』を18:16まで全てネットしていた。第3部の特集でも「リアル目線」と「リアル特集」を放送するため、ゴールデンウィークとお盆の時期には『リアルタイム』をほぼ全てネットする形にし、地域密着色を薄めて報道番組色を強めていた。
2007年4月には16:19から『YOUなび』がスタートしたため、このテレビ宣言と合わせて自社製作番組の平日の帯番組が2時間41分間になった。
2006年10月から2007年4月2日まで番組名を表記したサイドパネルが4:3映像のオンエア中に表示されていたが、2007年4月3日から一時期表示されなかったが、4月6日から情報カメラの時のみ再び表示するようになった。特集や日替わりコーナーはテロップが4月2日よりハイビジョン制作になったため、サイドパネル表示不可になった。
それまで天気コーナーにしか登場しなかった古庵も2007年4月からは第1部は常時スタジオに登場するようになった。
8月6日の広島の原爆投下日には広島平和記念公園から中継という形で第1部を藤村と馬場が進行していく。番組内容も原爆・核にテーマを定めている。この日のみテロップの色調がスカイブルーとなる。
年末の放送は2006年までは12月最後週の金曜日まで行っていたが、2007年より12月最終週の月曜日までの放送となった。同週火曜から翌年第1週までは『Newsリアルタイム』か『NNNニュース』を放送し、ローカルニュースは12月29日まで18:11 - 18:30に放送。また、最終週火曜・水曜 16:43 - 16:53・12月30日 17:25 - 17:30に『広島テレビNEWS』を放送した。31日にはローカルニュース無し。これに伴い、2006年まで行っていた『テレビ宣言総集編SP』は別番組『激動!広島ニュース総決算』として放送された。キャストは西名と長島の2人。
『柏村武昭のテレビ宣言』時代のオープニングテーマは浅倉大介の「RAINBOW IN THE UNIVERSE」（アルバム『D-Trick』所収）であった。
2008年3月28日放送分をもってこの番組は終了し、1993年4月から開始した『テレビ宣言シリーズ』は15年の歴史に幕を閉じることとなった。後番組は『旬感テレビ派ッ!』である。

## 放送時間・タイムテーブル
- 月曜日から木曜日まで16:43 - 19:00・金曜日は16:50 - 19:00（正確には18:57:55までであるが、実質は18:55:45まで）、広島テレビで放送される。
- 途中に『NNN Newsリアルタイム』 (17:50 - 18:16) が挿入されていた。2006年度には『リアルタイム』第1部（4月3日 - 9月29日には16:53 - 17:20、2006年10月 - 2007年3月には16:53 - 17:07、金曜日は2006年4月 - 8月 17:00 - 17:20、2006年9月 - 2007年3月 17:00 - 17:07）をネットしていたが、現在は[いつ?]行っていない。2006年10月 - 2007年3月には元々17:20の飛び降りのタイミングから17:18という中途半端な時間に変更しているため、東京でのニュースの途中に広島に戻されることがある。放送時間も飛び降り直前のニュースの時間により異なり、17:08以降もネットしている場合があった（11月22日に広島テレビが取材し、『リアルタイム』で放送された「広島女児殺害事件から1年」のニュースが飛び降り直前時間に扱ったため、17:10までネットを行うという異例の事態となり、その後のコーナーで変更などがあった）。
- 2007年春のリニューアルで中継が無くなり、スタジオ中心の構成になった。また、『リアルタイム』のリンク時間を無くし、地域情報を多くした。しかし、同年7月頃から再び『リアルタイム』第1部を毎日のように放送するようになった。それが影響し、毎回オープニング直後に行っていたコーナーを特集の後に行うようになった。
- 2007年10月から読売テレビの『情報ライブ ミヤネ屋』のネット開始に伴い、テレビ宣言の放送時間が変更。月曜 - 木曜は3分繰り上げして16:43にスタートし、金曜日は2分繰り下げの16:50からのスタートとなった。19:00の終了時間は変わらなかった。

### 通常時（2007年10月1日 - ）
生放送を前提に構成しているため、コーナー開始時間が異なったり、順番が交互する場合がある。特に第1部は17時台の『Newsリアルタイム』の飛び降りのタイミングで変動しやすい。
月曜日
- 第1部（ローカル情報枠）
  - 16:43：オープニング・天気
  - 16:45：広島のニュース
  - 16:49：テレ宣情報ネットワーク
  - 16:53：Newsリアルタイム第1部ニュース枠（途中飛び降り）
  - 17:05：特集（稀に17:11からの場合もあり）
  - 17:20：ミヤワキ行きます!
  - 17:30：脳力向上委員会
  - 17:40：プレゼント
  - 17:43：子育て応援団 テレ宣デビュー
  - 17:46：広島の天気
  - 17:49：お便り紹介
- 第2部（全国ニュース枠）
  - 17:50：NNN Newsリアルタイム
- 第3部（ローカルニュース枠）
  - 18:16：広島ローカルNEWS
  - 18:26：広島スポーツ魂
  - 18:38：広島ローカルNEWS
  - 18:50：ヤン坊マー坊天気予報
  - 18:54：FAX紹介
  - 18:56：エンディング

火曜日 - 木曜日
- 第1部（ローカル情報枠）
  - 16:43：オープニング・天気
  - 16:45：広島のニュース
  - 16:49：テレ宣情報ネットワーク
  - 16:53：Newsリアルタイム第1部ニュース枠（途中飛び降り）
  - 17:05：特集（稀に17:11からの場合もあり）
  - 17:20：日替わりコーナー
    - 火曜日：はっぴぃファミリー
    - 水曜日：ぶらり　あのころへの旅
    - 木曜日：情熱キッチン

  - 17:30：日替わりコーナー
    - 火曜日：脳力向上委員会
    - 水曜日：てれ川柳
    - 木曜日：脳力向上委員会

  - 17:40：プレゼント
  - 17:43：子育て応援団 テレ宣デビュー
  - 17:46：広島の天気
  - 17:49：お便り紹介
- 第2部（全国ニュース枠）
  - 17:50：NNN Newsリアルタイム
- 第3部（ローカルニュース枠）
  - 18:16：広島ローカルNEWS
  - 18:26：ニュース特集
  - 18:38：広島ローカルNEWS
  - 18:50：ヤン坊マー坊天気予報
  - 18:54：FAX紹介
  - 18:56：エンディング

金曜日
- 第1部（ローカル情報枠）
  - 16:50：オープニング・天気
  - 16:53：広島のニュース
  - 16:55：テレ宣情報ネットワーク
  - 17:00：Newsリアルタイム第1部ニュース枠（途中飛び降り）
  - 17:10：特集
  - 17:20：特集2
  - 17:30：とってもスイーツ!
  - 17:40：プレゼント
  - 17:43：子育て応援団 テレ宣デビュー
  - 17:46：広島の天気
  - 17:47：お便り紹介
- 第2部（全国ニュース枠）
  - 17:50：NNN Newsリアルタイム
- 第3部（ローカルニュース枠）
  - 18:16：広島ローカルNEWS
  - 18:26：ニュース特集
  - 18:38：広島ローカルNEWS
  - 18:43：お好み焼き紀行
  - 18:50：ヤン坊マー坊天気予報
  - 18:54：FAX紹介
  - 18:56：エンディング

### 祝日版（第1部ローカルコーナーを全面休止）
月曜日 - 木曜日
- 第1部（ローカルニュース・NNN Newsリアルタイム第1部ネット枠）
  - 16:43：オープニング（広島テレビニュースセンターから長島・古庵が挨拶）
  - 16:44：広島のニュース
  - 16:51：広島の天気
  - 16:53：Newsリアルタイム第1部（OPからネット、17:35頃の関東の天気は日テレから垂れ流し、17:49のヘッドラインはCMに差し替え）
- 第2部（全国ニュース枠）
  - 17:50：NNN Newsリアルタイム
- 第3部（ローカルニュース枠）
  - 18:16：広島ローカルNEWS（一旦情報カメラを流し、スタジオに入る）
  - 18:26：ニュース特集（NNN Newsリアルタイム「リアル特集」・「リアル目線」）
  - 18:42：広島ローカルNEWS（若しくはNNN中四国7局お勧めスポット情報）※前の特集の内容によっては18:45から
  - 18:51：ヤン坊マー坊天気予報
  - 18:54：広島・全国の明日の動き
  - 18:56：エンディング

金曜日
- 第1部（ローカルニュース・NNN Newsリアルタイム第1部ネット枠）
  - 16:50：オープニング（広島テレビニュースセンターから長島・古庵が挨拶）
  - 16:51：広島のニュース
  - 16:57：広島の天気
  - 17:00：Newsリアルタイム第1部（OPからネット、17:35頃の関東の天気は日テレから垂れ流し、17:49のヘッドラインはCMに差し替え）
- 第2部（全国ニュース枠）
  - 17:50：NNN Newsリアルタイム
- 第3部（ローカルニュース枠）
  - 18:16：広島ローカルNEWS（一旦情報カメラを流し、スタジオに入る）
  - 18:26：ニュース特集（NNN Newsリアルタイム「リアル特集」・「リアル目線」）
  - 18:45：お好み焼き紀行
  - 18:51：ヤン坊マー坊天気予報
  - 18:54：FAX紹介
  - 18:56：エンディング

### 8月6日
- 第1部（原爆追悼祈念特集枠・広島平和記念公園から中継という形で放送）
  - 16:48：オープニング
  - 16:50：原爆特集1
  - 17:10：原爆特集2
  - 17:30：原爆特集3
  - 17:48：FAX・お便り紹介
- 第2部（全国ニュース枠・日本テレビ報道スタジオから放送）
  - 17:50：NNN Newsリアルタイム第2部
- 第3部（原爆追悼記念特集&ローカルニュース枠・テレビ宣言スタジオから放送）
  - 18:16：原爆関連ニュース
  - 18:30：原爆特集4（毎年8月6日の一日を振り返る）
  - 18:38：原爆特集5
  - 18:46：原爆関連ニュース
  - 18:51：ヤン坊マー坊天気予報
  - 18:54：広島・全国の明日の動き
  - 18:56：エンディング

### 年末版
- 第1部（ローカル情報枠）
  - 16:43：オープニング・天気
  - 16:45：広島のニュース
  - 16:49：テレ宣情報ネットワーク
  - 16:53：Newsリアルタイム第1部ニュース枠（途中飛び降り）
  - 17:05：特集（稀に17:11からの場合もあり）
  - 17:20：特集2（クリスマスイブの場合は全国イルミネーション中継）
  - 17:40：プレゼント
  - 17:43：子育て応援団 テレ宣デビュー
  - 17:46：広島の天気
  - 17:49：お便り紹介
- 第2部（全国ニュース枠）
  - 17:50：NNN Newsリアルタイム
- 第3部（ローカルニュース枠）
  - 18:11：広島ローカルNEWS
  - 18:22：ヤン坊マー坊天気予報
  - 18:26：FAX紹介+エンディング

## コーナー内容
テレ宣情報ネットワーク
2007年4月から実施していたコーナー。当初はFOMA中継で県内各地の特派員から旬の情報・役立つ情報を伝えていたが、同年10月からはコーナー冒頭で取材VTRを流し、その後、取材先の責任者と電話でインタビューする形式になった。
広島のニュース（全国ニュース）
17時台の広島県内のニュース。長島がテレ宣スタジオに出向いて伝える。重大ニュースが入った場合には広島のニュースではなく、全国ニュースを伝える（ただし、『リアルタイム』をネットするのではなく、『日テレNEWS24』の映像を流す）。飛行機トラブル事故、地震などの緊急性が高い場合にはローカルコーナーを通常通りに放送し、右下に『リアルタイム』の映像を流していた。飛行機のトラブルの場合には着陸などに近づくとこの後のコーナを一時カットし、『リアルタイム』をネットしていた。
脳力向上委員会
簡単に脳力が向上する方法を紹介。10月より下記のとおり曜日で内容が異なっていた。
- 月曜日 - 脳力向上委員会〜日本語力アップ編〜
- 火曜日・木曜日 - 脳力向上委員会〜1日3分で眠っている脳の力がどんどん活性化!?〜（イプラスジム広島と広島テレビの共同企画）

てれ川柳（金曜日）
視聴者から応募した中から選りすぐりのものを川柳研究科のアドバイスを交えて紹介。
とってもスイーツ!（金曜日）
西名が季節のケーキから老舗の和菓子まで、広島の人気スイーツを探訪。また、矢羽田麻美によるオリジナルのスィーツレシピを紹介する。
テレ宣デビュー
1993年から続くテレ宣の老舗コーナー。広島テレビロビーから誕生日の子供を紹介。
プレゼントコーナー
番組などからのプレゼント紹介
広島の天気予報
古庵潤子が明日の県内各地の天気を予報。2007年末に古庵が引退した後には西名が代行（後述の「ヤン坊マー坊天気予報」も同様）。
広島ローカルNEWS
広島県内の『NNN Newsリアルタイム』に相当するニュースコーナー。トップナイターが廃止されたため、カープ地元戦中継日には試合中継を行っていた。ただし、ニュースもゲームとゲームの間に3 - 5本行う。
広島スポーツ魂（月曜日）
2006年8月から続くコーナー。野村謙二郎と吉田安孝がカープ、サンフレッチェ広島の試合を徹底解説。
ニュース特集（火曜日 - 金曜日）
その日のニュースや最近のニュースで気になることを徹底取材。カープの地元試合中継日には市民球場の試合中継を行う。
8月6日の広島原爆投下日近くになると、原爆に関する特集も多く行っていた。また、ゴールデンウィークやお盆などの首都圏・京阪神地区からの帰省者が多い時期には、『Newsリアルタイム』の「リアル特集」・「リアル目線」を放送。毎年4月25日には、読売テレビ製作のJR福知山線脱線事故関連の特集を放送していた（広島県もJR西日本エリア内であるため）。
お好み焼き紀行（金曜日）
新田麻衣子が広島県内の広島風お好み焼き屋を訪れ、その店の誕生のエピソードを聞き、その店独自のメニューを食べる。2006年度までは広島テレビアナウンサーが担当していた。2007年版よりハイビジョンとなる。
ヤン坊マー坊天気予報
1970年ごろから続く18時台の天気予報。テレビ宣言では番組開始時から内包扱いだった。このコーナーのみヤンマー提供。

### 特集
1993年から続く老舗コーナーで、リポーターが得する県内の情報や県内の世論事情を取材していた。2007年からは一部の特集で取材した人をスタジオに招き、VTRを流したあとに話を聞くようになった。また、時間を2006年度よりも多く取っていた。当初は取材映像は4:3SDだったが、2007年夏ごろより16:9HDに変更している。日によっては『Newsリアルタイム』の「リアル目線・特集」を放送する（その際、画角は4:3SDになる）。
シリーズ特集
- 原田真二のふるさと讃観日 - 広島県出身のシンガーソングライター・原田真二が県内の小学校を訪れるコーナー。取り上げた学校の上級生（代表児童）をスタジオに招いていた。また、原田とは広島テレビ東京支社とテレビ電話中継を結んでいた。当初は月曜日に行っていたが、リアルタイムを再ネットしだした7月ごろからは金曜日に放送している。
- 広島のキーマン - 広島県内各地で輝いている人物を取り上げる。
- テレ宣トラベル - 日本各地の話題の場所をリポーターが取材。初回は宮崎県で、当時宮崎県知事だった東国原英夫がVTR出演。
- 田んぼ通信
- ありがとう

8月6日
原爆にテーマを当てた内容を放送。この日のみ第1部の他のコーナーを休止し、特集のみ放送する。
全国イルミネーション中継
毎年12月24日のクリスマスイブに行うNNN地方系列局の共同企画。2007年はHTVか幹事を担当。詳細は下記を参考。

### 日替わりコーナー
他局に比べて地域情報が多い。また、『リアルタイム』17時台のネットを2007年から再びネットしなくなった。ただし、祝日には下記のコーナーの半数以上を休止し、17時台の『リアルタイム』第1部を完全ネットする。
月曜日：ミヤワキ行きます!
新人アナウンサーの宮脇アナウンサーが体当たりで県内各地をリポートする。
火曜日：はっぴぃファミリー
2007年10月からの新コーナー。2007年9月までの「子育て&孫育て応援団」を受け継いだ内容で、子育てをしている親にとって便利な情報や広島県内の子育て事情を藤村が取材。
水曜日：あのころへの旅
藤村がHTVライブラリーセンターにある古い映像から、県内各所の今を訪ねに取材する。団塊の世代およびさらに上の世代の高齢者を対象にしたコーナー。
木曜日：情熱キッチン
スピード料理からおもてなし料理まで、キッチンをより楽しく演出する料理コーナー。

## 番組名の変遷
- 初代：柏村武昭のテレビ宣言（1993年4月 - 2001年3月）
- 2代目：テレビ宣言にゅ〜（2001年4月 - 2005年3月）
- 3代目：テレビ宣言（2005年4月 - 2008年3月）

## 情報カメラ設置位置
- 広島全日空ホテル、広島平和記念公園（広島市中区） ※HD
- 聚景荘（廿日市市宮島町）
- 宮脇写真館（三次市十日市中）
- 上野公園（庄原市東本町）

※2、桜の時期のみ。

## 主な出演者

### メインキャスター
| 期間      | 期間       | 男性     | 女性       | 女性       |
| 期間      | 期間       | 男性     | 月 – 木曜  | 金曜       |
| --------- | ---------- | -------- | ---------- | ---------- |
| 1993.4.5  | 1994.9.30  | 柏村武昭 | 安井万美子 | 安井万美子 |
| 1994.10.3 | 1997.11.28 | 柏村武昭 | 竹山真由美 | 竹山真由美 |
| 1997.12.1 | 1998.3.27  | 柏村武昭 | 竹山真由美 | 馬場のぶえ |
| 1998.3.30 | 2001.3.30  | 柏村武昭 | 馬場のぶえ | 馬場のぶえ |
| 2001.4.2  | 2002.3.29  | 児玉勝司 | 馬場のぶえ | 馬場のぶえ |
| 2002.4.1  | 2004.3.26  | 児玉勝司 | 馬場のぶえ | 大滝奈穂   |
| 2004.3.29 | 2005.4.1   | 児玉勝司 | 渡辺由恵   | 渡辺由恵   |
| 2005.4.4  | 2007.3.30  | 児玉勝司 | 馬場のぶえ | 馬場のぶえ |
| 2007.4.2  | 2007.8.31  | 藤村直己 | 馬場のぶえ | 馬場のぶえ |
| 2007.9.3  | 2008.3.28  | 藤村直己 | 西名みずほ | 西名みずほ |

- 女性キャスターは当時広島テレビアナウンサー
- 野球解説者の小林誠二が、中日投手コーチに就任する前に柏村の代役で進行を担当したことがある。

### ニュースキャスター
| 代    | 男性       | 女性     |
| ----- | ---------- | -------- |
| 初代  | 新宅冨士夫 | 渡辺由恵 |
| 2代目 | 新宅冨士夫 | 加納順子 |
| 3代目 | 児玉勝司   | 渡辺由恵 |
| 4代目 | なし       | 渡辺由恵 |
| 5代目 | なし       | 大滝奈穂 |
| 6代目 | 長島清隆   | なし     |

### お料理コーナー

#### 007年度
「情熱キッチン」（木曜）担当
- 黒田千春（2007年4月 - ）

#### 2006年度
「いまさら聞けない！料理のツボ！」（月曜日）・「旬はおまかせ！」（水曜日）・「週末の食卓」（金曜日）担当
- 沖廣祐枝（番組開始 - 2007年3月）

「男も料理！」（火曜日）担当
- 高橋逸爾（2006年10月2日 - 2007年3月）

「ママ！おやつ！」（木曜日）担当
- 矢羽田麻美（2006年10月3日 - 2007年3月）

### 天気予報（ヤン坊マー坊天気予報等）
- 馬場のぶえ（広島テレビアナウンサー、2005年4月 - 2006年3月） - 馬場担当時代には街頭での天気予報は無し。つまり、天気予報はヤン坊マー坊天気予報の時のみだった。
- 古庵潤子（気象予報士、2006年4月 - 2006年12月24日、HTV番組担当最終日は12月27日）
- 西名みずほ（広島テレビアナウンサー、2008年1月 - ）

### 広島スポーツ魂
- 野村謙二郎（広島テレビ・日本テレビ野球解説者、元広島東洋カープ内野手）
- 吉田安孝（元サンフレッチェ広島）

### 日替わり情報コーナー

#### 2007年度
「ミヤワキ行きます!」（月曜日）担当
- 宮脇靖知（広島テレビアナウンサー）

「はっぴいファミリー」（火曜日）担当
- 藤村直己（広島テレビアナウンサー）

「あのころへの旅」（水曜日）担当
- 藤村直己（広島テレビアナウンサー）

「てれ川柳」（水曜日）担当
- 出演者全員ほか

「情熱キッチン」（木曜日）担当
- 黒田千春（料理研究家）

「とってもスイーツ！」（金曜日）担当
- 西名みずほ（広島テレビアナウンサー）

#### 2006年度
「子育て&孫育て応援団」（月曜日）担当
- 馬場のぶえ（広島テレビアナウンサー）

「あっぱれ！平成の仕事人」（火曜日）担当
- 森拓磨（広島テレビアナウンサー）

「テレ宣!!救急箱」（水曜日）担当
- 臼井美貴 - 『柏村武昭のテレビ宣言』時代からのリポーター。

「完食!!三つ星探検隊」（木曜日）担当
- 藤村直己（広島テレビアナウンサー）

### お好み焼き紀行（金曜日）
- 馬場のぶえ（広島テレビアナウンサー）（2005年4月 - 2006年3月）
- 西名みずほ（広島テレビアナウンサー）（2006年4月 - 2007年3月）
- 新田麻衣子
金曜コーナー「お好み焼き紀行」は『テレビ宣言』の番組終了後、『旬感テレビ派ッ!プラス』の火曜日に引き継がれた。

### リポーター
現任者
- 黒川昌代 - 『柏村武昭のテレビ宣言』時代からのリポーター。
- 末田景子 -
- 徳永真紀
- 久保田恵
- 桑原千恵
- 臼井美貴 - 『柏村武昭のテレビ宣言』時代からのリポーター。

前任者
- 大江貴世子（1995年 - 1996年） - 同じく広島テレビで放送されていた『こちらマル○生活研究所』の司会も務めていた。
- 大谷泰彦（1993年 - 2003年） - 主に在住地の山口県で活動しているローカルタレント。柏村武昭とは他の番組でも共演していた。
- 大松しんじ（1993年 - 1995年）
- 岡本奈美 - 番組初期の名物コーナー「きょうの疑問」を担当していた。
- 菊地純子（1990年代後半頃出演）
- 来山（きたやま）さかえ（1990年代後半頃出演）
- 土居香苗…1996～1997年出演。「かえの突撃!ドカン」を担当していた。
- 真喜理子（まき・りこ、1995年 - 1996年頃）
- 南田洋
- 水本まゆみ（1993年 - 1995年） - 柏村武昭とは他の番組でも共演していた。
- 八木静佳
- 吉田治美（1995年 - 1997年）
- 渡辺敏恵（1996年 - 1998年）

### 街頭中継（※2007年3月いっぱいで廃止）
- 長野正実（広島テレビアナウンサー）
- 藤村直己（広島テレビアナウンサー）
- 森拓磨（広島テレビアナウンサー）

### 金曜日隔週コーナー（2006年度後半のみ）
「解決!フライデー」担当（一万円でおつり!?バスツアーと同じ週に放送、2007年3月23日をもって終了）
- 大隈智子

「一万円でおつり!?バスツアー」担当（解決フライデーと同じ週に放送、2007年3月23日をもって終了）
- 宮脇靖知（広島テレビアナウンサー）

「金曜徹底討論」担当（2007年3月30日をもって終了）
- 児玉勝司（広島テレビアナウンサー）
- 馬場のぶえ（広島テレビアナウンサー）
- その他、議論テーマにあった専門家4人

## クリスマスイルミネーション中継
毎年クリスマスの頃に日本テレビ系列の放送局が各地のクリスマスイルミネーションを中継でリレーするもので、HTVはテレビ宣言で参加している。
- 2004年度は次の順に全国11局が結ばれた。札幌テレビが製作局。広島は呉市から。
  - 札幌市（札幌テレビ・製作局）→仙台市（ミヤギテレビ）→郡山市（福島中央テレビ）→甲府市（山梨放送）→静岡市（静岡第一テレビ）→金沢市（テレビ金沢）→呉市（広島テレビ）→周南市（山口放送）→鳥栖市（福岡放送）→熊本市（くまもと県民テレビ）→長岡市（テレビ新潟）
- 2005年は詳細不明。
- 2006年は以下のとおり。テレビ信州が製作局。広島は庄原市備北丘陵公園から。
  - 安曇野市（テレビ信州・製作局）→札幌市（札幌テレビ）→北上市（テレビ岩手）→仙台市（ミヤギテレビ）→鶴岡市（山形放送）→いわき市（福島中央テレビ）→新潟市（テレビ新潟）→静岡市（静岡第一テレビ）→庄原市（広島テレビ）→西条市（南海放送）→周南市（山口放送）→福岡市（福岡放送）→阿蘇市（くまもと県民テレビ）→安曇野市（テレビ信州）
- 2007年は詳細不明。広島テレビが製作局。広島は昨年同様、庄原市備北丘陵公園から中継。